# Cinética enzimática

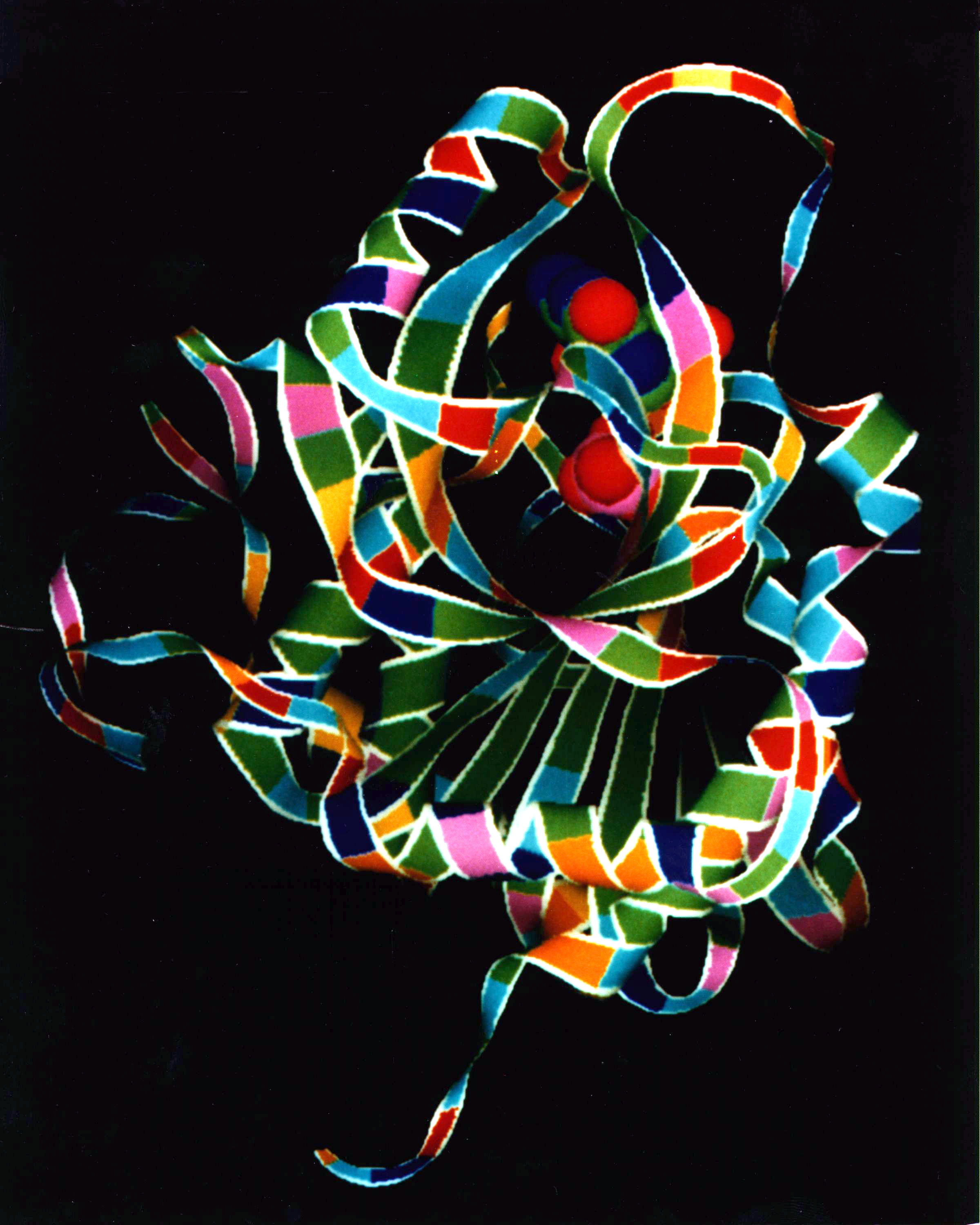
Imagem gerada por computador de um modelo da estrutura tridimensional da enzima purina nucleósido fosforilase bacteriana.

A cinética enzimática estuda as reacções químicas catalisadas pelas enzimas, em especial a velocidade de reacção. O estudo da cinética de uma enzima permite elucidar os pormenores do seu mecanismo catalítico, o seu papel no metabolismo, como é controlada a sua actividade na célula e como pode ser inibida a sua actividade por drogas ou venenos, ou potenciada por outro tipo de moléculas.

## Introdução

### Enzimas
As enzimas são macromoléculas com a capacidade de manipular outras moléculas, denominadas substratos. Um substrato pode unir-se ao centro catalítico da enzima que o reconheça e transformar-se num produto ao longo de uma série de passos denominados mecanismo enzimático. Algumas enzimas podem unir vários substratos diferentes e/ou libertar diversos produtos, como é o caso das proteases ao romper uma proteína em dois polipéptidos. Noutros casos, produz-se a união simultânea de dois substratos, como no caso da DNA polimerase, que é capaz de incorporar um nucleótido (substrato 1) a uma cadeia de ADN (substrato 2). Embora todos estes mecanismos sigam usualmente uma complexa série de passos, também podem apresentar um passo limitante que determina a velocidade final de toda a reacção. Este passo limitante pode consistir numa reacção química ou numa mudança de forma da enzima ou do substrato.
O conhecimento adquirido acerca da estrutura das enzimas é útil na interpretação dos dados cinéticos. Por exemplo, a estrutura pode sugerir como permanecem unidos substrato e produto durante a catálise, que mudanças de forma ocorrem durante a reacção, ou mesmo o papel em particular de determinados aminoácidos no mecanismo catalítico. Algumas enzimas modificam a sua forma significativamente durante a reacção, em cujo caso pode ser crucial saber a estrutura molecular da enzima com e sem substrato unido (costumam usar-se análogos que se unem mas não permitem levar a cabo a reacção e mantêm a enzima permanentemente na forma de substrato unido).
Os mecanismos enzimáticos podem ser divididos em mecanismos de substrato único e mecanismos de múltiplos substratos. Os estudos cinéticos com enzimas que apenas unem um substrato, como a triose-fosfato isomerase, visam a medir a afinidade com a que se une o substrato e a velocidade com que o transforma em produto. Por outro lado, ao estudar una enzima que une vários substratos, como a di-hidrofolato redutase, a cinética enzimática pode mostrar também a ordem pela qual se unem os substratos e se libertam os produtos.
Nem todas as catálises biológicas são efectuadas por enzimas proteicas. Existem moléculas catalíticas baseadas no ARN, como as ribozimas e os ribossomas, essenciais para o splicing alternativo e a tradução do ARNm, respectivamente. A principal diferença entre as ribozimas e os ribossomas radica no limitado número de reacções que as primeiras podem efectuar, embora os seus mecanismos de reacção e as suas cinéticas possam ser estudados e classificados pelos mesmos métodos.

## Princípios gerais

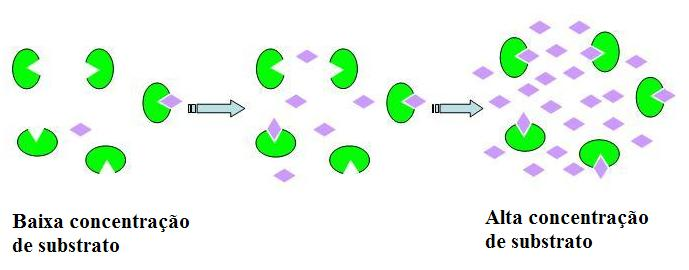
A velocidade de reacção aumenta com a concentração do substrato, eventualmente ficando a enzima saturada a altas concentrações de substrato.

A reacção catalisada por uma enzima utiliza a mesma quantidade de substrato e gera a mesma quantidade de produto que uma reação não catalisada. Tal como ocorre noutros tipos de catálise, as enzimas não alteram em absoluto o equilíbrio da reacção entre substrato e produto. Ao contrário do que acontece noutras reacções químicas, as enzimas saturam-se. Isto significa que com uma maior quantidade de substrato, mais centros catalíticos estarão ocupados, o que incrementará a eficiência da reacção, até ao momento em que todos os sítios possíveis estejam ocupados. Nesse momento ter-se-á alcançado o ponto de saturação da enzima e, embora se adicione mais substrato, não aumentará mais a eficiência.
As duas propriedades cinéticas mais importantes de uma enzima são: o tempo que demora a saturar-se com um substrato em particular e o seu ponto máximo de saturação. O conhecimento destas propriedades torna possível formular hipóteses sobre o comportamento de uma enzima no ambiente celular e prever como responderá frente a mudanças nessas condições.

## Ensaios enzimáticos
Ensaios enzimáticos são procedimentos laboratoriais que medem a velocidade de reacções enzimáticas. Uma vez que as enzimas não são consumidas pelas reacções que catalisam, nos ensaios seguem-se habitualmente mudanças na concentração de substratos ou produtos para medir a taxa de reacção. Há vários métodos de medida: os ensaios espectrofotométricos medem a mudança de absorbância da luz entre produtos e reagentes; ensaios radiométricos envolvem a incorporação ou libertação de radioactividade para medir a quantidade de produto que surge ao longo do tempo. Os ensaios espectrofotométricos são mais convenientes pois permitem a medição contínua da velocidade de reacção. Embora os ensaios radiométricos exijam a remoção e contagem de amostras (ou seja, são ensaios descontínuos), são habitualmente de grande sensibilidade e podem medir vários níveis da actividade enzimática. Uma abordagem análoga é usada na espectrometria de massa para aferir a incorporação ou libertação de isótopos estáveis à medida que o substrato é convertido em produto.
Os ensaios enzimáticos mais sensíveis usam lasers focados por um microscópio para observar mudanças em moléculas enzimáticas individuais à medida que decorre a reacção. Estas medidas usam geralmente mudanças na fluorescência de cofactores durante o mecanismo de reacção, ou fluoróforos adicionados a locais específicos da proteína que registam movimentos que ocorrem durante a catálise. Estes estudos fornecem um novo panorama sobre a cinética e dinâmica de moléculas individuais, em oposição à tradicional cinética enzimática, que observa o comportamento médio de populações com milhões de moléculas enzimáticas.

## Reacções mono-substrato
Entre as enzimas com mecanismos mono-substrato incluem-se as isomerases como a triose-fosfato isomerase ou bisfosfoglicerato mutase, liases intramoleculares como a adenilato ciclase e a ribozima, uma liase de RNA. Porém, algumas enzimas que apenas têm um substrato não se agrupam nesta categoria de mecanismos. A catalase é um exemplo, pois reage com uma molécula de substrato de peróxido de hidrogénio, oxida-se e é então reduzida por uma segunda molécula de substrato. Embora um único substrato esteja envolvido, a existência de um intermediário que é uma enzima modificada significa que o mecanismo de catálise é um mecanismo ping-pong (tipo de mecanismo discutido mais abaixo).

### Cinética de Michaelis–Menten

Curva de saturação para uma enzima mostrando a relação entre a concentração do substrato (abcissas) e a velocidade de reacção (ordenadas).

As reacções catalisadas por enzimas são saturáveis, e a sua velocidade de catálise não indica uma resposta linear face ao aumento de substrato. Se a velocidade inicial da reacção é medida sobre uma escala de concentrações de substrato (denotada como [S]), a velocidade de reacção (v) aumenta com o acréscimo de [S]. Todavia, à medida que [S] aumenta, a enzima satura-se e a velocidade atinge o valor máximo Vmax.
No modelo da cinética de Michaelis-Menten de uma reacção mono-substrato existe uma reacção bimolecular inicial entre a enzima E e o substrato S para formar o complexo ES. Embora o mecanismo enzimático para a reacção unimolecular {\displaystyle ES\rightarrow E+P} possa ser bastante complexo, há tipicamente um passo na determinação da velocidade que permite que se modele o mecanismo como um passo catalítico simples de velocidade constante k2.
{\displaystyle {\begin{matrix}v=k_{2}[{\mbox{ES}}]\end{matrix}}} (Eq. 1).
k2 também é designado como kcat ou turnover, o valor máximo de reacções enzimáticas catalisadas por segundo. 
Com baixas concentrações de substrato [S], a enzima permanece em equilíbrio entre a forma livre E e o complexo enzima-substrato ES; aumentando [S] aumenta [ES] à custa de [E], mudando o equilíbrio para o lado direito. Uma vez que a velocidade de reacção depende da concentração [ES], a velocidade é sensível a pequenas alterações de [S]. Todavia, com altos valores de [S], a enzima fica totalmente saturada com substrato, e existe apenas na forma ES. Nestas condições, a velocidade (v≈k2[E]tot=Vmax) é insensível a pequenas alterações de [S]; assim, [E]tot é a concentração total enzimática 
{\displaystyle [{\mbox{E}}]_{\mathrm {tot} }\ {\stackrel {\mathrm {def} }{=}}\ [{\mbox{E}}]+[{\mbox{ES}}]}
que é aproximadamente igual à concentração [ES] em condições de saturação.
A equação de Michaelis–Menten descreve como a velocidade de reacção v depende da posição do equilíbrio ligado ao substrato e da constante de velocidade k2. Michaelis e Menten mostraram que se k2 for bem menor que k-1 (chamada a aproximação de equilíbrio), pode obter-se a seguinte equação:
{\displaystyle v={\frac {V_{\max[}{\mbox{S}}]}{K_{m}+[{\mbox{S}}]}}} (Eq. 2)
Esta equação de Michaelis-Menten é a base da maior parte da cinética enzimática mono-substrato.
A constante de Michaelis Km é definida como a concentração para a qual a velocidade da reacção enzimática é metade de Vmax. Isto pode verificar-se ao substituir Km = [S] na equação de Michaelis-Menten. Se o passo de determinação da velocidade for lento, quando comparado com a dissociação do substrato (k2 << k-1), então a constante de Michaelis Km é aproximadamente à constante de dissociação do complexo ES, embora tal situação seja relativamente rara.
A situação mais normal dá-se quando k2 > k-1 , resultando na por vezes chamada cinética de Briggs-Haldane. A equação ainda se verifica em condições mais gerais, como provém da aproximação ao estado estacionário. Durante o período inicial, a velocidade de reacção v é relativamente constante, indicando que [ES] é também aproximadamente constante (cf. equação 1):
{\displaystyle {\frac {d}{dt}}[{\mbox{ES}}]=k_{1}[{\mbox{E}}][{\mbox{S}}]-k_{2}[{\mbox{ES}}]-k_{-1}[{\mbox{ES}}]\approx 0}
Assim, a concentração [ES] é dada pela fórmula
{\displaystyle [{\mbox{ES}}]\approx {\frac {[{\mbox{E}}]_{\mathrm {tot} }[{\mbox{S}}]}{[{\mbox{S}}]+K_{m}}}}
em que a constante de Michaelis Km é definida por
{\displaystyle K_{m}\ {\stackrel {\mathrm {def} }{=}}\ {\frac {k_{2}+k_{-1}}{k_{1}}}\approx {\frac {[{\mbox{E}}][{\mbox{S}}]}{[{\mbox{ES}}]}}}
([E] é a concentração de enzima livre). Em conjunto, a fórmula geral para a velocidade de reacção v vem pela equação de Michaelis-Menten:
{\displaystyle v=k_{2}[\mathrm {ES} ]={\frac {k_{2}[{\mbox{E}}]_{\mathrm {tot} }[{\mbox{S}}]}{[{\mbox{S}}]+K_{m}}}={\frac {V_{\max[}{\mbox{S}}]}{[{\mbox{S}}]+K_{m}}}}
A constante de especificidade {\displaystyle k_{cat}/K_{m}} é uma medida da eficiência de conversão pela enzima do substrato em produto. Usando a definição da constante de Michaelis {\displaystyle K_{m}}, a equação escreve-se na forma 
{\displaystyle v=k_{2}[\mathrm {ES} ]={\frac {k_{2}}{K_{m}}}[{\mbox{E}}][{\mbox{S}}]}
sendo [E] a concentração de enzima livre. Assim, a constante de especificidade é um modo eficaz de obter a constante de segunda ordem da velocidade para enzimas livres na reacção com substrato livre para formação de produto. A constante de especificidade é limitada pela frequência com que o substrato e a enzima se encontram na solução, podendo atingir 1010 M−1 s−1. Esta taxa máxima é amplamente não dependente da dimensão do substrato ou da enzima. A razão entre constantes de especificidade para dois substratos é uma comparação quantitativa da eficiência da enzima na conversão dos substratos. O declive do gráfico de Michaelis-Menten com baixa concentração de substrato [S] (i.e. [S] << Km) também resulta na constante de especificidade.

### Representação da equação de Michaelis-Menten

O gráfico de Lineweaver-Burke ou do duplo recíproco mostra o significado dos pontos de intercepção entre a recta e os eixos de coordenadas, e do gradiente da velocidade.

O gráfico de velocidade face a [S] mostrado anteriormente não é linear. Embora a baixas concentrações de substrato se mantenha linear, vai curvando à medida que aumenta a concentração de substrato. Antes da chegada dos computadores, que permitem ajustar regressões não lineares de forma simples, podia chegar a ser realmente difícil estimar os valores de Km e Vmax nos gráficos não lineares. Isto deu lugar a que vários investigadores concentrassem os seus esforços em desenvolver métodos de linearização da equação de Michaelis-Menten, dando como resultado o gráfico de Lineweaver-Burke, o diagrama de Eadie-Hofstee e o gráfico de Hanes-Woolf. Com o seguinte tutorial da cinética de Michaelis-Menten realizado na Universidade de Virgínia a, pode-se simular o comportamento de uma enzima variando as constantes cinéticas. 
O gráfico de Lineweaver-Burk ou representação de duplo recíproco é a forma mais comum, e simples,de mostrar os dados cinéticos, apesar de não ser a mais fiável. Para tal, tomam-se os valores inversos de ambos os lados da equação de Michaelis-Menten. Como se pode apreciar na figura da direita, o resultado deste tipo de representação é uma linha recta cuja equação é e = mx + c, sendo o ponto de intercepção entre a recta e o eixo das ordenadas equivalente a 1/Vmax, e o ponto de intercepção entre a recta e o eixo de abcissas equivalente a -1/Km.
{\displaystyle {\frac {1}{v}}={\frac {K_{m}}{V_{max}[{\mbox{S}}]}}+{\frac {1}{V_{max}}}}
Evidentemente não se podem tomar valores negativos para 1/[S]; o mínimo valor possível é 1/[S] = 0, que corresponderia a uma concentração infinita de substrato, e daí 1/v = 1/Vmax. O valor do ponto de intercepção entre a recta e o eixo x é uma extrapolação de dados experimentais obtidos em laboratório. Geralmente, os gráficos de Lineweaver-Burke distorcem as medidas realizadas a baixas concentrações de substrato e isto pode dar lugar a estimativas não muito exactas de Vmax e de Km. Um modelo linear muito mais exacto é o diagrama de Eadie-Hofstee, mas nas investigações científicas actuais, todo este tipo de linearizações tornou-se obsoleto e foi substituído por métodos mais fiáveis baseados na análise de regressão não linear. Para analisar os dados é conveniente a normalização dos mesmos, já que isto pode ajudar à diminuição da quantidade de trabalho experimental a realizar e incremento da fiabilidade da análise.

### Importância prática das constantes cinéticas
O estudo da cinética enzimática é importante por duas razões principais. Em primeiro lugar, ajuda a explicar como as enzimas trabalham, e, em complemento, permite prever o comportamento das enzimas em organismos vivos. As constantes cinéticas acima definidas, Km e Vmax, são críticas na compreensão do modo de funcionamento conjunto das enzimas para  controlar o metabolismo.
Fazer estas previsões não é trivial, mesmo para sistemas simples. Por exemplo, o oxaloacetato é formado pela malato desidrogenase no interior da mitocôndria e pode ser consumido pela citrato sintase, a fosfoenolpiruvato carboxiquinase ou a transaminase glutâmico-oxalacética, entrando no ciclo do ácido cítrico, gluconeogénese ou biossíntese do ácido aspártico, respectivamente. 
A capacidade de previsão de quanto oxaloacetato segue cada via exige conhecimento da sua concentração e da concentração e cinética de cada uma das enzimas. Esta capacidade preditiva do comportamento metabólico atinge a sua expressão mais complexa na síntese de grandes quantidades de dados cinéticos e genéticos em modelos matemáticos de organismos inteiros. Embora este objectivo seja longínquo para qualquer eucariota, fazem-se tentativas para atingi-lo nas bactérias, com modelos do metabolismo da Escherichia coli.

## Reacções multi-substrato
As reações multi-substrato seguem uma série de complexas equações que descrevem como se unem os substratos e em que ordem o fazem. A análises destas reações é muito mais simples se a concentração do substrato A se mantiver constante e a do substrato B variar. Nestas condições, a enzima se comporta igual a uma enzima de único substrato, pelo que num gráfico de velocidade a concentração do substrato dará um dos valores aparentes das constantes cinéticas, Km e Vmax, para o substrato B. Se se realizarem uma série de medidas a diferentes concentrações fixas de substrato A, os dados obtidos permitirão saber a que tipo de mecanismo pertence a reação enzimática. Para uma enzima que una dois substratos A e B, e os transforme em dois produtos P e Q, existem dois tipos de mecanismos descritos.

### Mecanismos de complexo ternário

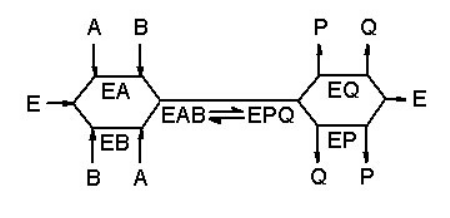
Mecanismo de complexo ternário para uma reacção enzimática. A enzima E une os substratos A e B e liberta os produtos P e Q em ordem não definida.

As enzimas (E) que apresentam este mecanismo de reacção unem ao mesmo tempo os dois substratos (A e B), dando lugar a um complexo ternário EAB. A ordem sequencial da união dos substratos pode ser ao acaso (mecanismo aleatório) ou seguir uma ordem em particular (mecanismo ordenado). Se fixar a concentração do substrato A e variar a de B, ao representar-se graficamente o comportamento da enzima mediante um diagrama de Lineweaver-Burke, obter-se-á uma série de rectas com um ponto de intersecção comum a todas elas.
Entre as enzimas que apresentam este mecanismo podemos encontrar a glutatião S-transferase, a di-hidrofolato redutase e a DNA polimerase. As seguintes ligações mostram animações do mecanismo de complexo ternário da di-hidrofolato redutase β e da DNA polimerase γ.

### Mecanismos ping–pong
Como se pode ver na figura da direita, as enzimas com um mecanismo de ping-pong podem apresentar dois estados: a conformação normal (E) e a conformação modificada quimicamente (E*) ou conformação intermédia. Nesse tipo de mecanismo, o substrato A une-se à enzima E, que passa a um estado intermediário E*, por exemplo, por transferência de um grupo químico ao centro activo da enzima, podendo já ser libertado na forma de produto P. Apenas quando o substrato A foi já libertado do centro activo da enzima se pode unir ao substrato B, que devolve a enzima modificada E* ao seu estado original E, e libertá-lo em forma de produto Q. Se se fixar a concentração de A e variar a de B, e se se representar graficamente uma enzima com mecanismo de ping-pong num diagrama de Lineweaver-Burke, obter-se-á uma série de rectas paralelas entre si.

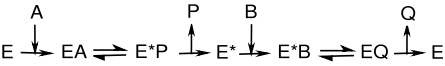
Mecanismo de ping-pong para uma reação enzimática. A união dos substratos A e B tem lugar numa ordem definida e sequencial, por meio de um intermediário enzimático modificado, E*.

Entre as enzimas com este tipo de mecanismo encontram-se algumas oxirredutases, como a tiorredoxima peroxidase, transferases, como a acilneuraminato citidilo transferase, e proteases de serina, como a tripsina e a quimiotripsina. As proteases de serina formam uma família diversa de enzimas muito comuns, que incluem enzimas digestivas (tripsina, quimiotripsina e elastase), várias enzimas do processo de coagulação e muitas outras. Nas proteases de serina, o estado intermediário E* é uma espécie acilada numa serina do centro catalítico da enzima. Mostra-se uma animação do mecanismo catalítico da quimiotripsina na ligação seguinte:δ.

## Cinética não-michaeliana
Algumas reacções enzimáticas dão lugar a curvas do tipo sigmóide, ao ser representadas numa curva de saturação, o que pode indicar uma ligação cooperativa do substrato ao centro catalítico da enzima. Isto significa que a união de uma molécula de substrato influencia a união das moléculas de substrato posteriores. Este comportamento é o mais comum nas enzimas multiméricas, que apresentam diversas zonas de interacção com o substrato. O mecanismo de cooperação é semelhante ao observado na hemoglobina. A união de una molécula de substrato a uma das zonas de interacção altera significativamente a afinidade pelo substrato das restantes zonas de interacção. As enzimas com este tipo de comportamento são denominadas alostéricas. A cooperatividade positiva tem lugar quando a primeira molécula de substrato unida incrementa a afinidade do resto de zonas de interacção. Pelo contrário, a cooperatividade negativa tem lugar quando a primeira molécula de substrato unida reduz a afinidade da enzima por novas moléculas de substrato.
Exemplos de enzimas com cooperatividade positiva incluem a aspartato transcarbamilase bacteriana  e a fosfofructoquinase, e com cooperatividade negativa, a tirosilo-RNAt transferase de mamíferos.
A cooperatividade é um fenómeno bastante comum e pode chegar a ser crucial na regulação da resposta enzimática a mudanças na concentração de substrato. A cooperatividade positiva faz que a enzima seja muito mais sensível à concentração de substrato. Com isto, a actividade pode chegar a variar fortemente, mesmo em intervalos muito estreitos de concentração de substrato. Pelo contrário, a cooperatividade negativa faz com que a enzima seja insensível a pequenas mudanças na concentração de substrato. 
A equação de Hill  pode ser utilizada para descrever quantitativamente o grau de cooperatividade em cinéticas não michaelianas. O coeficiente de Hill (n) indica quantas das zonas de união de substrato de uma enzima afectam a afinidade da união do substrato no resto das zonas de união. O coeficiente de Hill pode tomar valores maiores ou menores que 1:
- n < 1: indica cooperatividade negativa.
- n > 1: indica cooperatividade positiva.

## Cinética do estado pré-estacionário

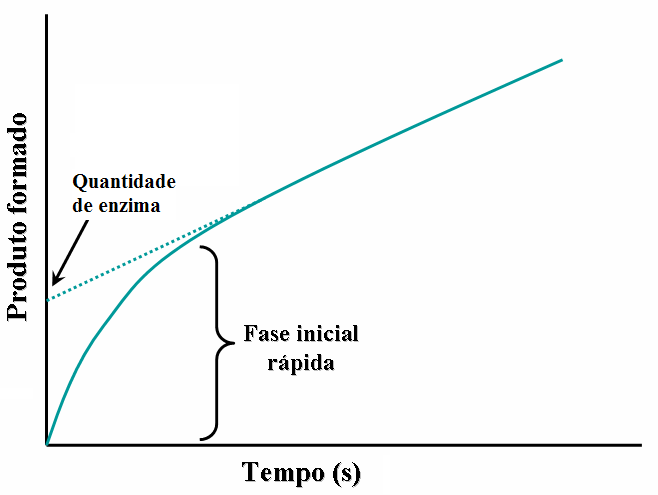
Curva do progresso pré-estacionário, mostrando a fase inicial de uma reacção enzimática.

Ao realizar um ensaio enzimático e misturar a enzima com o substrato, existe um breve período inicial em que não se produz nem síntese de produto, nem estado intermédio da enzima. O estudo dos milissegundos seguintes à mistura é denominado cinética do estado pré-estacionário e está relacionado com a formação e consumo dos intermediários enzima-substrato (ES ou E*) até ao momento em que se alcançam certas concentrações e começa o estado estacionário.
A primeira enzima em que se estudou este processo, durante a reacção de hidrólise, foi a quimiotripsina. A detecção de intermediários costuma ser a principal prova necessária para saber sob que mecanismo actua a enzima. Por exemplo, ao realizar um ensaio de cinética rápida de uma reacção enzimática governada por um mecanismo de ping-pong, pode seguir-se a libertação de produto P e medir a formação de intermediários enzimáticos modificados E*. No caso da quimiotripsina, o intermediário enzimático é produzido por um ataque nucleofílico do substrato a uma serina do centro catalítico, o que gera uma forma intermediária acilada da quimiotripsina.
Na figura da direita, pode-se observar como a enzima passa rapidamente a um estado intermédio E* durante os primeiros segundos da reacção. Posteriormente, quando é alcançado o estado estacionário, a velocidade diminui. Esta primeira fase da reacção proporciona a taxa de conversão da enzima. Portanto, a quantidade de produto liberado durante esta fase (que pode obter-se prolongando a recta correspondente ao estado estacionário até cortar o eixo y) também dá a quantidade de enzima funcional presente no ensaio.

## Mecanismo químico
Um dos objectivos mais importantes no estudo da cinética enzimática é determinar o mecanismo químico que subjaza na reacção enzimática, por exemplo, determinar a sequência ordenada de eventos que ocorrem na transformação de substrato em produto. As aproximações cinéticas discutidas anteriormente podem proporcionar informação relacionada com a velocidade de reacção dos intermediários enzimáticos formados, mas não irão permitir identificar que intermediários são formados.
Com o intuito de determinar a etapa limitante da reacção ou os intermediários que se formam durante a mesma, podem fazer-se ensaios enzimáticos em diversas condições com enzimas ou substratos ligeiramente modificados, que tragam dados relacionados. Um exemplo característico de etapa limitante de uma reacção é aquela na qual se rompe uma ligação covalente dando lugar a um átomo de hidrogénio. Se se trocar cada átomo de hidrogénio pelo seu isótopo estável, o deutério, poderemos saber qual dos possíveis hidrogénios transferidos é o que determina a etapa limitante. A velocidade sofrerá uma variação quando o hidrogénio crítico seja substituído, devido ao efeito isotópico cinético primário, cuja origem se encontra na maior estabilidade das pontes de deutério, mais difíceis de romper que as de hidrogénio. Também é possível medir efeitos similares por meio de outras substituições isotópicas, tais como 13C/12C ou 18O/16O, mas os efeitos produzidos nestes casos são mais difíceis de detectar.
Os isótopos também podem ser utilizados para obter informação sobre o destino de diversas partes da molécula de substrato quando este é transformado em produto. Por exemplo, por vezes é difícil determinar a origem de um átomo de oxigénio no produto final, já que pode vir da água ou da molécula de substrato. Isto pode resolver-se mediante a substituição sistemática dos átomos de oxigénio das moléculas que participem na reacção, pelo seu isótopo estável 18O, fazendo depois uma procura do isótopo no produto obtido. O mecanismo químico também pode ser elucidado estudando os efeitos cinéticos e isotópicos sob diferentes condições de pH, alterando os níveis de iões metálicos ou outros cofactores, por mutagénese dirigida de aminoácidos conservados, ou pelo estudo do comportamento da enzima na presença de análogos do substrato.

## Inibição enzimática

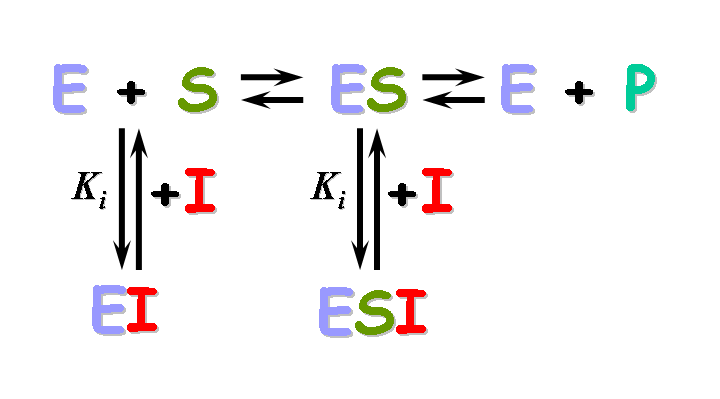
Esquema cinético para inibidores enzimáticos reversíveis. E=Enzima; S=Substrato; ES=Complexo; P=Produto; I=Inibidor

Os inibidores enzimáticos são moléculas que reduzem ou eliminam a actividade das enzimas. Podem encontrar-se dois tipos, os reversíveis (quando a remoção do inibidor restaura a actividade enzimática) e os irreversíveis (quando o inibitor inactiva de modo permanente a enzima).

### Inibidores reversíveis
Os inibidores enzimáticos reversíveis podem ser classificados como competitivos, acompetitivos, não-competitivos e mistos, segundo o efeito que produzam nas constantes cinéticas Km e Vmax. Este efeito dependerá da união do inibidor à enzima E, ao complexo enzima-substrato ES ou a ambos, como se pode observar na figura e na tabela abaixo. Para classificar correctamente um inibidor pode-se estudar a sua cinética enzimática em função da concentração de inibidor. Os quatro tipos de inibição dão lugar a diagramas de Lineweaver-Burke e de Eadie-Hofstee  que variam de diferente forma com a concentração de inibidor. Para abreviar, usam-se dois símbolos:
{\displaystyle \alpha =1+{\frac {[{\mbox{I}}]}{K_{i}}}}      y      {\displaystyle \alpha ^{\prime }=1+{\frac {[{\mbox{I}}]}{K_{i}^{\prime }}}}
onde Ki e K'i são as constantes de dissociação para se unir à enzima e ao complexo enzima-substrato, respectivamente. Na presença de um inibidor reversível, os valores aparentes de Km e  Vmax passam a ser (α/α')Km e (1/α')Vmax, respectivamente, como se pode ler na tabela abaixo para os casos mais comuns.
|            |                                                 | Tipo de inibição | Km aparente                                               | Vmax aparente                                        |
| apenas Ki  | ({\displaystyle \alpha ^{\prime }=1})           | competitiva      | {\displaystyle K_{m}\alpha ~}                             | {\displaystyle ~V_{max}~}                            |
| apenas Ki' | ({\displaystyle \alpha =1~})                    | acompetitiva     | {\displaystyle {\frac {K_{m}}{\alpha ^{\prime }}}}        | {\displaystyle {\frac {V_{max}}{\alpha ^{\prime }}}} |
| Ki = Ki'   | ({\displaystyle \alpha =\alpha ^{\prime }})     | não competitiva  | {\displaystyle ~K_{m}~}                                   | {\displaystyle {\frac {V_{max}}{\alpha ^{\prime }}}} |
| Ki ≠ Ki'   | ({\displaystyle \alpha \neq \alpha ^{\prime }}) | mista            | {\displaystyle {\frac {K_{m}\alpha }{\alpha ^{\prime }}}} | {\displaystyle {\frac {V_{max}}{\alpha ^{\prime }}}} |

Os ajustes por regressão não linear dos dados de cinética enzimática  podem proporcionar estimativas muito precisas das constantes de disociação Ki e Ki'.

### Inibidores irreversíveis
Os inibidores enzimáticos também se podem unir e inactivar uma enzima de forma irreversível, geralmente por meio de modificações covalentes de resíduos do centro catalítico da enzima. Estas reacções decaem de forma exponencial e são habitualmente saturáveis. Abaixo dos níveis de saturação, mantêm uma cinética de primeira ordem em relação ao inibidor.

## Mecanismos de catálise

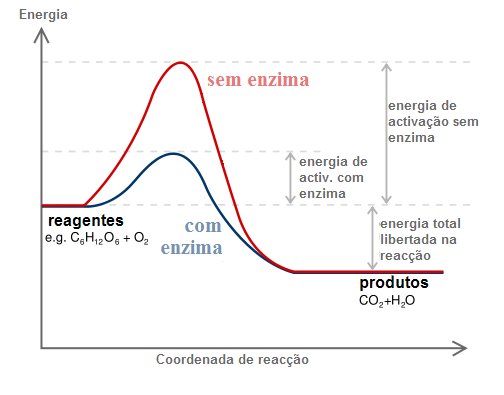
A variação de energia como função de uma coordenada de reacção mostra a estabilização do estado de transição quando essa reacção é efectuada por uma enzima.

O modelo de ajuste induzido é o mais utilizado em estudos de interacção enzima-substrato. Este modelo propõe que as interacções iniciais entre a enzima e o substrato são relativamente débeis, embora suficientes para produzir certas mudanças estruturais na enzima, que estabilizam e incrementam a força da interacção. Estas mudanças de forma implicam uma série de aminoácidos catalíticos do centro activo, nos quais se produzem as ligações químicas correspondentes entre a enzima e o substrato. Depois da união, um ou mais mecanismos de catálise diminuem a energia do estado de transição da reacção, por meio de uma via alternativa à reacção. Os mecanismos de catálise classificam-se com base em diferentes critérios: catálise covalente, catálise por proximidade e alinhamento de orbitais, catálise ácido-base geral, catálise por iões metálicos e catálise electrostática.
Os estudos de cinética enzimática não permitem obter o tipo de catálise utilizada por uma enzima. Alguns dados cinéticos podem proporcionar uma série de indícios que levem a realizar outro tipo de estudos dirigidos a determinar certo tipo de catálise. Por exemplo, um mecanismo de ping-pong na cinética do estado pré-estacionário poderá estar a sugerir uma catálise de tipo covalente. Por outro lado, variações no pH podem produzir efeitos drásticos em Vmax mas não em Km, o que poderia indicar que um resíduo do centro activo precisa um estado concreto de ionização para que se possa efectuar a catálise enzimática.

## Leituras adicionais
- Athel Cornish-Bowden, Fundamentals of Enzyme Kinetics. (3rd edition), Portland Press 2004, ISBN 1-85578-158-1.
- Irwin H. Segel, Enzyme Kinetics : Behavior and Analysis of Rapid Equilibrium and Steady-State Enzyme Systems. Wiley-Interscience; New Ed edition 1993, ISBN 0-471-30309-7.
- Alan Fersht, Structure and Mechanism in Protein Science : A Guide to Enzyme Catalysis and Protein Folding. W. H. Freeman, 1998. ISBN 0-7167-3268-8
- Santiago Schnell, Philip K. Maini, A century of enzyme kinetics: Reliability of the KM and vmax estimates, Comments on Theoretical Biology 8, 169–187, 2004 DOI: 10.1080/08948550390206768
- Chris Walsh, Enzymatic Reaction Mechanisms. W. H. Freeman and Company. 1979. ISBN 0-7167-0070-0
- Nicholas Price, Lewis Stevens, Fundamentals of Enzymology, Oxford University Press, 1999. ISBN 0-19-850229-X
- Tim Bugg, An Introduction to Enzyme and Coenzyme Chemistry Blackwell Publishing, 2004 ISBN 1-4051-1452-5